# كأس ليختنشتاين 2012–13
كأس ليختنشتاين 2012–13 هو الموسم 68 من كأس ليختنشتاين. أقيم خلال الفترة 21 أغسطس 2012 وحتى 1 مايو 2013، وأشرف على تنظيمه اتحاد ليختنشتاين لكرة القدم، وكان عدد الأندية المشاركة فيه 16، وفاز فيه نادي فادوتس.